# Lauren Valentine
Lauren Valentine, es un personaje ficticio de serie de televisión Hollyoaks interpretada por la actriz Dominique Jackson del 6 de septiembre de 2007 hasta el 13 de agosto de 2010.

## Biografía
Lauren llega por primera vez a Hollyoaks en septiembre del 2007 con su madre Valerie Holden y su hermano, poco después de su llegada se revela que ella y su hermano son los hijos ilegítimos de Leo Valentine luego de que su madre tuviera una aventura con él.
Cuando Gaz y Lauren descubren que Spencer Gray (un joven con graves dificultades de aprendizaje) había heredado mucho dinero de su hermano adoptivo Warren Fox deciden chantajearlo, primero lo usan para que les compre alcohol e incluso le roban su tarjeta de crédito y luego deciden robarle más dinero para huir juntos por lo que Lauren le hace creer que se habían acostado y que ella estaba esperando un hijo de él por lo que le pide £ 2000 para hacerse un aborto, sin embargo más tarde cuando es incapaz de divertirse por su "embarazo" finalmente le dice a Spencer que nunca estuvo embarazada.
Lauren decide irse de Hollyoaks en agosto del 2010 para mudarse con su mamá y así mejorar su relación con ella.